# 이노우에 마사미네
이노우에 마사미네(일본어: 井上正岑, 1653년 ~ 1722년 6월 30일)는 에도 시대 중기의 다이묘이다. 에도 막부에선 노중을 역임하였다. 미노 하치만번 제2대 번주, 단바 가메야마번주, 히타치 시모다테번주, 동 가사마번 초대 번주를 지냈다. 하마마쓰번 이노우에가 제4대 당주.
| 전임 이노우에 마사토 | 제2대 구조번 (하치만번) 번주 (이노우에가) 1693년 ~ 1697년 | 후임 가나모리 요리토키 |

| 전임 구제 시게유키 | 단바 가메야마번 번주 (이노우에가) 1697년 ~ 1702년 | 후임 아오야마 다다시게 |

| 전임 마시야마 마사미쓰 | 시모다테번 번주 (이노우에가) 1702년 | 후임 막부직할령(구로다 나오쿠니) |

| 전임 혼조 스케토시 | 제1대 가사마번 번주 (이노우에가, 재봉) 1702년 ~ 1722년 | 후임 이노우에 마사유키 |